# 二ノ宮神社 (各務原市)
二ノ宮神社（にのみやじんじゃ）は、岐阜県各務原市鵜沼西町に鎮座する神社。稲葉郡鵜沼町西町区（現・各務原市鵜沼西町）の産土神である。

## 概要
創建時期は不明。中山道鵜沼宿の設置のさい現在地に移転したという。名称は鵜沼宿で一宮（現・赤坂神社）と二宮が鎮座されたことによる。境内は古墳（二ノ宮神社古墳）上にある。1923年（大正12年）に本殿、祭文殿、拝殿などの場所の移動、改修などの境内の整備が行われ、1926年（大正15年）に村社となる。
拝殿は（明治時代建立）は2007年（平成19年）に国の登録有形文化財に登録されたが、老朽化により解体、2017年（平成29年）に登録有形文化財から登録抹消された。

## 祭神
- 国狭槌命

## その他
- 戦没者慰霊碑[5]